# La mécanique de l'amour
La mécanique de l'amour (Mi camino es amarte) est une telenovela mexicaine produite par Televisa et diffusée entre le 7 novembre 2022 et le 12 mars 2023 sur Las Estrellas.
En France, elle est diffusée entre le 13 décembre 2023 et le 19 avril 2024 sur Novelas TV.
La série est mis en ligne depuis le 11 juin 2025 sur la chaine YouTube Novelas avenue.

## Synopsis
Guillermo « Memo » (Gabriel Soto) est un homme aux valeurs sûres qui gagne sa vie en conduisant sa remorque. En plus d'être amoureux de sa famille, il veut fonder un foyer au côté d'Úrsula (Sara Corrales), une femme au passé sombre à qui il vient de demander en mariage. 
Tout semble aller dans l'ordre quand Olivia (Claudia Álvarez) son ex-petite amie au seuil de la mort lui avoue qu'ils ont eu une fille et lui demande de la chercher chez Daniela Gallardo (Susana González) et Fausto Beltrán (Mark Tacher), les parents adoptifs. 
Guillermo désireux de rencontrer la jeune fille se rend dans la maison de la famille Beltrán où il est confondu avec le nouvel assistant de Daniella, une femme chic en tant que paysagiste mais dont le rêve de porter un enfant dans son ventre a été tronquée.
Lors de sa première rencontre avec Isabella (Camille Mina), Guillermo fait l'expérience d'une connexion qui éveille en lui le plus grand sentiment qu'un être humain puisse connaître : l'amour d'un père.
Guillaume décide de travailler avec Daniela pour être proche de la fille tout en confirmant par un test ADN qu'il est le père d'Isabella. Grâce à la coexistence quotidienne, Guillermo devient le confident de Daniella et c'est ainsi qu'il découvre la solitude qu'elle vit dans son mariage et que son seul moteur dans la vie est Isabella.
Petit à petit, Daniella et Guillermo commencent à tomber amoureux mais décident de garder leurs sentiments pour eux afin de respecter leurs engagements de couple. Tous deux feront face à un voyage plein de difficultés avec la promesse qu'un jour ils parcourront les chemins de l'amour avec la petite Isabella.

## Fiche technique
- Titre original : Mi camino es amarte
- Titre français : La mécanique de l'amour
- Création : Juan Carlos Alcalá d'après El camionero
- Réalisation : Alejandro Gamboa et Isaías Gómez May
- Scénario : Rosa Salazar Arenas, Julián Aguilar et Rubén Nuñéz
  - Développement : Juan Carlos Alcalá
- Musique : J. Eduardo Murguía et Mauricio L. Arriaga
- Production : J. Antonio Arvizu Velázquez
  - Production exécutive : Nicandro Díaz González
- Société de production : Televisa
- Société de distribution : Televisa Internacional
- Pays :  Mexique
- Langue : espagnol
- Format : Couleur - HDTV 1080i - 16/9 - Son stéréophonique
- Genre : telenovela
- Durée : 60 minutes
- Dates de première diffusion :
  - Mexique : 7 novembre 2022 sur Las Estrellas
  - France : 13 décembre 2023 sur Novelas TV

## Distribution
- Susana González : Daniela Gallardo Rojas
- Gabriel Soto : Guillermo Santos Pérez
- Sara Corrales : Ursula Hernández Sosa/La Sexy
- Ximena Herrera : Karen Zambrano de León
- Mark Tacher : Fausto Beltran Rubalcaba / Don Rodolfo Beltrán
- Mónika Sánchez : Amparo Santos Pérez de Hernández
- Alberto Estrella : Macario Hernández
- Leonardo Daniel : Eugenio Zambrano Torres
- Sergio Reynoso : Don Humberto Santos
- Fabián Robles : Aarón Peláez Róldan
- Ara Saldívar : Jesusa Galván
- Julián Figueroa : Leonardo Santos Pérez
- Karla Esquivel : Gabrielita Hernández Santos
- Rodrigo Brand : Juan Pablo Gallardo Rojas
- Diana Haro : Guadalupe Hernández Santos
- Carlos Said : Sebastián Zambrano de León
- Alfredo Gatica : César Ramírez Núñez
- Camille Mina : Isabella Beltrán Gallardo / Isabella Santos
- André Sebastián González : Chema Hernández Santos
- Claudia Álvarez : Olivia Lujo
- Ingrid Martz : Doña Martina Pérez Galván de Santos
- Archie Lafranco : Jorge Altamirano
- María Prado : Doña Nelida
- Marco Uriel : Dr. Oscar Villalba
- Mónica Pont : Claudia de Altamirano
- Nicole Curiel : Estefanía Maldonado

## Production

### Développement
En mai 2022, il a été signalé que Nicandro Díaz González produisait une adaptation de la télénovela chilienne El camionero et que le casting avait commencé.
Le 6 juillet 2022, Gabriel Soto, Susana González, Mark Tacher et Ximena Herrera ont été annoncés comme faisant partie du casting dont le titre provisoire de la télénovela est Los caminos del amor,.
Le tournage de la télénovela a commencé le 25 juillet 2022.
Le 23 août 2022, lors d'une cérémonie de bénédiction, Mi camino es amarte a été annoncé comme le titre officiel de la télénovela.

## Version française
La version française est assurée par Hiventy North Africa au Maroc.

## Diffusion
- Las Estrellas (2022-2023)
- Novelas TV (2023-2024)
- Novelas Avenue (2025-...)

## Autres versions
- El camionero (Televisión Nacional de Chile, 2016)

### Sources
- (es) Cet article est partiellement ou en totalité issu de l’article de Wikipédia en espagnol intitulé « Mi camino es amarte » (voir la liste des auteurs).